# Estadio Nacional de Sierra Leona
El Estadio Nacional (en inglés: National Stadium) es un Estadio multiusos ubicado en la ciudad de Freetown, capital del país africano de Sierra Leona. Se utiliza sobre todo para los partidos de fútbol y también tiene instalaciones de atletismo. Es el estadio más grande de Sierra Leona y tiene una capacidad para 35.000 espectadores. El estadio se utiliza para los partidos de la Selección de fútbol de Sierra Leona, así como para la celebración de eventos sociales, culturales y religiosos. Las tomas de posesión de los presidentes de Sierra Leona se lleva a cabo generalmente en este estadio.
El estadio es propiedad del Gobierno de Sierra Leona y es operado y administrado por el Ministerio de Deportes del país. Fue construido en 1980 y fue bautizado como Estadio Siaka Stevens,  en honor al presidente Siaka Stevens. En 1992 fue rebautizado como Estadio Nacional de Sierra Leona, tras el golpe de Estado encabezado por un grupo de jóvenes oficiales militares, que se establecieron como la Consejo Gobernante Nacional Provisional (conocidos por sus siglas en inglés como NPRC)